# Protestantyzm w Kostaryce
Protestantyzm w Kostaryce – według różnych danych jest wyznawany przez 17-23% społeczeństwa (2010). W kraju tym żyje ok. 1 milion protestantów różnych wyznań. Są to głównie: zielonoświątkowcy (9,6%) i adwentyści dnia siódmego (2,7%).
W Kostaryce obserwuje się intensywny wzrost ewangelicznego nurtu chrześcijaństwa. Raporty potwierdzają, iż Kościół katolicki traci wiernych, którzy odchodzą do protestanckich zborów ewangelikalnych i zielonoświątkowych. Według danych Wikariatu Episkopalnego Kostaryki, każdego dnia Kościół katolicki opuszcza średnio 658 wiernych.
Pierwsi misjonarze Kościoła Adwentystów Dnia Siódmego pojawili się w Kostaryce w 1903 r. Obecnie Kościół adwentystyczny w tym kraju liczy 56 000 członków, zrzeszonych w 4272 zborach.
W roku 2010 wiodącymi denominacjami były:
| Kościół                                                  | Liczba członków | Liczba wiernych | Procent ludności |
| Zbory Boże                                               | 99 301          | 142 000         | 3,06%            |
| Kościół Adwentystów Dnia Siódmego                        | 56 000          | 127 120         | 2,74%            |
| Kościół Boży (Cleveland)                                 | 28 300          | 50 657          | 1,09%            |
| Kościół Poczwórnej Ewangelii                             | 11 800          | 24 780          | 0,53%            |
| Stowarzyszenie Kościoła Biblijnego                       | 12 250          | 24 500          | 0,53%            |
| Zielonoświątkowy Kościół Świętości                       | 9160            | 21 800          | 0,47%            |
| Środkowoamerykańskie Stowarzyszenie Ewangeliczne         | 5400            | 15 444          | 0,33%            |
| Kościół Ewangeliczno-Metodystyczny                       | 10 500          | 14 200          | 0,31%            |
| Misja Chrześcijańska „Róża Sarońska”                     | 18 600          |                 |                  |
| Stowarzyszenie Chrześcijańskie „Wiosna Życia”            | 8200            |                 |                  |
| Zbory Apostolskie Wiary w Jezusa Chrystusa               | 7300            |                 |                  |
| Stowarzyszenie Kościołów Zielonoświątkowo-Baptystycznych | 6600            |                 |                  |
| Chrześcijański Kościół Zielonoświątkowy                  | 5462            |                 |                  |
| Biblijny Kościół Baptystyczny                            | 5200            |                 |                  |